# ИТЛ Дмитровского механического завода
ИТЛ Дмитровского механического завода — исправительно-трудовой лагерь, существовавший возле города Дмитрова Московской области. Был выделен из Дмитлага после завершения строительства канала имени Москвы.

## История
Приказом НКВД СССР № 013 от 31 января 1938 года Управление эксплуатации канала Москва — Волга было передано в подчинение Наркомвода, а Дмитлаг был реорганизован в Отдельный Дмитровский район ГУЛАГа во главе с Д. И. Лисицей. После завершения строительства канала район был сформирован для устранения недочётов и обслуживания канала (НаркомВод), строительства домов НКВД в Химках и стадиона Динамо. В составе Отдельного Дмитровского района ГУЛАГа были сформированы: Перервинский, Химкинский, Хорошевский, Волжский, Яхромский, Дмитровский, Мехзаводской, Икшанский и Омутнянский участки.
ИТЛ Дмитровского механического завода был сформирован 9 сентября 1938 года из ликвидированного Отдельного Дмитровского района ГУЛАГа. 
Механический завод Дмитлага был сформирован как главная техническая база Управления строительства канала Волга — Москва.
Производственная база Дмитлага севернее Дмитрова начиналась от Механического завода (потом Дмитровский завод фрезерных станков и посёлок ДЗФС), далее вдоль и Савёловской железной дороги шёл Лесозавод (улица Лесозавод), потом Нефтебаза, автобаза и железнодорожный узел (с 1940 года — грузовая станция Каналстрой, посёлок Каналстрой). На юге от города располагался Гравийно-песчаный завод № 24.
ИТЛ был расформирован 10 августа 1940 года. Заключённые были переданы в СамарЛаг, имущество пошло на строительства Куйбышевского гидроузла.
8 августа 1959 года, согласно решению № 955 Мособлисполкома, территория ДЗФС, Лесозавода, экспериментально-механического завода, автобазы и нефтебазы вошли в границы города Дмитрова. 5 ноября 1959 года согласно решению № 1930 Мособлисполкома из Орудьевского сельского совета в состав Дмитрова были выделены посёлок Каналстрой и посёлок завода железобетонных конструкций (посёлок гравийно-песчаного завода № 24).

## Численность заключённых
01.10.1938 — 2064;
01.01.1939 — 2273;
01.01.1940 — 2371;
07.1940 — 1643 (УРО)